# 張鳳翥 (天啟武進士)
張鳳翥（17世紀—1645年），字聖如，南直隸松江府上海縣人，明朝、南明軍事人物。

## 生平
張鳳翥是天啟元年（1621年）的武舉人，次年（1622年）聯捷武進士，任劉河游擊，隆武元年九月清朝軍隊攻陷太倉州，很快渡海攻打崇明，他和黃日彰、李中孚力戰而死，總兵張士儀叛降清朝。

## 引用
1. 1 2  錢海岳《南明史·卷四十九·列傳第二十五》：隆武元年九月，黃日章【彰】、張鳳翥、李中孚戰死，（張）士儀降清，（顧）容遂屯崇明。……鳳翥，字聖如。天啟二年武進士。……上海人。
2. ↑  同治《上海縣志·卷十六·選舉表下》：天啟元年辛酉科（武舉人）……張鳳翥 見進士……二年壬戌科（武進士） 張鳳翥 附何為霖傳
3. ↑  同治《上海縣志·卷十九·人物二》：張鳳翥，字聖如。天啟二年武進士，官劉河游擊，國變後戰死。
4. ↑  民國《江蘇省通志稿·人物志·第五十九卷·忠節三》：又張鳳翥，字聖如。天啟二年武進士，官劉河游擊。國變後戰死。